# Geliebte Feindin
Geliebte Feindin ist ein deutsches Filmmelodram von 1955, das unter der Regie von Rolf Hansen entstand. Das Drehbuch basiert auf dem gleichnamigen Roman von Maria von Kirchbach. Die Hauptrollen sind mit Ruth Leuwerik, Werner Hinz und Thomas Holtzmann besetzt.

## Handlung
„Die Liebesgeschichte, die dieser Film erzählt, spielt vor der Jahrhundertwende in einer Stadt des südlichen Niltals. Engländer und Franzosen kämpften damals um die Eroberung des Sudan. Dieser Kampf der beiden offiziell befreundeten Nationen spielte sich nicht offen, sondern in der Form ab, die wir heute einen kalten Krieg nennen würden.“ Während eines Festzugs gerät Violante Gore, die Gattin des englischen Konsuls Gerald Gore, mit ihrem Pferdegespann, das von ihrem minderjährigen Stiefsohn Ronald inmitten des Trubels ungeschickt gelenkt wird, in Bedrängnis. Unerwartete Hilfe erhält sie von dem französischen Fremdenlegionär Sergeant Charly Brown. Brown ist sofort hingerissen von der schönen jungen Frau. Als Violante ihrem Mann später von dem Zwischenfall berichtet, sieht dieser eine Chance, an Informationen über die militärischen Pläne der Fremdenlegionäre zu gelangen. Er nötigt seine Frau, ihren „Lebensretter“, wie er es ausdrückt, zum Tee zu bitten und ihm Dienstgeheimnisse zu entlocken. Brown ist über die Einladung überglücklich, da er sich schon beim ersten Anblick in Violante verliebt hat.
Zuvor hat Brown jedoch noch einen streng vertraulichen Auftrag auszuführen und eine geheime brisante Meldung abzuholen und an seinen Vorgesetzten weiterzuleiten. Dabei gerät er in eine gefährliche Situation, als zwei Reiter die Verfolgung aufnehmen und ihm das geheime Dossier entreißen wollen. Bei dem folgenden Kampf wird Brown verwundet. Das hält ihn jedoch nicht davon ab, Violantes Einladung zu folgen. Nachdem er nur kurz mit der jungen Frau gesprochen hat, fällt er jedoch in tiefe Bewusstlosigkeit. Ein herbeigerufener Arzt stellt eine schwere Blutung aus der Brown frisch zugefügten Wunde fest und versorgt ihn ärztlich. Gerald Gore nutzt die Gelegenheit, ein Futteral, das unter anderem beim Ausziehen der Uniformjacke auf ein Tischchen gelegt wird, unbemerkt an sich zu nehmen, da er sich sicher ist, dass sich darin eine Botschaft befindet, die Sergeant Brown seinem Oberst überbringen soll. Während der immer noch bewusstlose Brown Unterkunft in einem Fremdenzimmer der Villa Gore findet, begibt sich das Ehepaar Gore mit den beiden Kindern ins Clubhaus der Britischen Kolonie, wo der Geburtstag der englischen Königin Viktoria gefeiert wird.
Als Brown aus seiner Ohnmacht erwacht, stellt er voller Entsetzen fest, dass das so wichtige Dokument, das er seinem Vorgesetzten noch nicht übergeben konnte, fehlt. Er begibt sich zu seinem Freund Hauptmann Jules Ambéry, vertraut sich ihm an und zusammen begeben die Männer sich zum britischen Clubhaus. Als Brown Violante seine Not schildert, weiß sie sofort um die Tragweite. Sie spricht ihren Mann darauf an, der unumwunden zugibt, dass er selbst es gewesen sei, der das Dokument an sich genommen habe; er lasse es gerade dechiffrieren. Kurz darauf übergibt er Violante das Dossier und bittet sie darum, es Brown zurückzugeben, ihn aber nicht wissen zu lassen, dass er davon Kenntnis habe. Da Violante sich darauf nicht einlassen will, versichert er ihr wider besseres Wissen, dass das Dokument für die Engländer völlig uninteressant sei, da es nur Interna der Franzosen enthalte. Er fügt noch hinzu, dass der Sergeant in Schwierigkeiten geraten könne, wenn bekannt würde, dass das Dokument in Händen des englischen Konsuls gewesen sei. Violante glaubt ihrem Mann und versichert dem erleichterten Brown, dass außer ihr niemand von den Papieren wisse. Beide umarmen und küssen sich und treffen sich ab diesem Zeitpunkt regelmäßig. Ihrem Mann erzählt Violante, dass ihr Sommerhaus auf dem Land neu eingerichtet werden müsse, was ihre Gegenwart erfordere. Gore ahnt jedoch die wahren Zusammenhänge. Das Glück des Paares endet jäh, als die Operation Suak-Ok startet, jenes Unterfangen, das in dem Dossier, das in Gores Hände gelangte, beschrieben wurde. Der Soldat Horner, dem man nachsagt, das zweite Gesicht zu haben, ahnt, dass ihm und seinen Kameraden schreckliche Dinge bevorstehen. Und so kommt es auch. Major Gontard stirbt an einem Fieber und das Lager der Franzosen geht in Flammen auf. Hauptmann Ambéry hat nach einem langen Erkundungsritt Brand im Bein und lässt seine Kameraden wissen, dass sie verraten worden seien. Er gibt den Befehl zum Rückzug, dem Brown sich widersetzt, da er den Freund keinesfalls – wie von diesem verlangt – zurücklassen will. Ambéry nimmt ihm die Entscheidung ab und erschießt sich. Er wird neben den anderen 69 toten Soldaten begraben. Die Befehlsgewalt liegt nun bei Brown. Neben ihm sind am Ende acht von 86 Männern übriggeblieben. Nach seiner Rückkehr muss er sich in einem Prozess vor dem Militärgericht verantworten und erfährt erst jetzt, dass man ihm Verrat vorwirft und dieser mit dem Dossier zusammenhängt, das er im Haus der Gores verloren hat. Durch Aimée, die Geliebte von Ambéry, erfährt Violante von dem Geschehen und sucht Browns Vorgesetzten auf und erzählt ihm, was damals wirklich geschehen ist. Er spricht ihr seine Hochachtung für ihren Mut aus und bewilligt ihr ein Gespräch mit Brown. Dieser ist jedoch ein gebrochener Mann und voller Bitternis; er kann ihr nicht verzeihen. Fast tonlos stellt er ihr die Frage, was sie wolle, aus ihm sei nichts mehr herauszuholen.
Konsul Gore wird befördert und Horner meint: „Wir können verrecken, die Großen aber nicht, die sitzen fest in ihrem Sattel.“ Violante steht derweil zusammen mit Aimée am Hafen und schaut Charly Brown nach, der ein Schiff besteigt, das ihn nach Europa bringen wird. Sein Blick geht nicht zurück, er nimmt den Schmerz im Gesicht der einst von ihm geliebten Frau nicht mehr wahr.

## Produktion und Hintergrund
Produziert wurde Geliebte Feindin von der NDF Neuen Deutsche Filmgesellschaft mbH in den Ateliers der Bavaria Filmkunst in München-Geiselgasteig sowie im Studio Nasser in Kairo. Die Außenaufnahmen entstanden in Kairo und Umgebung, im Mokattamgebirge und in der Wüste Sakkara.
Die Filmbauten stammten von Robert Herlth. Es spielten die Münchner Philharmoniker. Uraufgeführt wurde der Film am 18. März 1955 in Wien; der Kinostart in der Bundesrepublik Deutschland erfolgte am 28. Juli 1955 in Karlsruhe.
Geliebte Feindin gehört neben Ein Tag, der nie zu Ende geht und Bildnis einer Unbekannten zu den wenigen Filmen, in denen Ruth Leuwerik keine Deutsche verkörperte.
Der Film lehnt sich in der Handlung locker an die Faschoda-Krise an, die 1898 zwischen Großbritannien und Frankreich stattfand. Großbritannien wollte einen Nord-Süd-Gürtel von Kolonien in Afrika vom Kap der Guten Hoffnung bis Kairo errichten, Frankreich einen Ost-West-Gürtel von Dakar bis Dschibuti. In dem kleinen sudanesischen Ort Faschoda kollidierten beider Interessen.

## Kritik
kino.de war der Meinung, dass es den Autoren Jacob Geis und Juliane Kay nicht gelungen sei, „die Story in ein filmreifes Drehbuch zu verwandeln und den Schauspielern glaubwürdige Dialoge in den Mund zu legen.“ Zudem sah man darin ein Handicap, dass „Ruth Leuwerik, der große weibliche Star des deutschen Kinos der 50er Jahre, hier unter der Regie von Rolf Hansen ohne ihre Traumpartner O.W. Fischer und Dieter Borsche auskommen“ musste.
Für Kabel eins war dieser deutsche Unterhaltungsfilm der 50er Jahre ein Film, „der an seinem hilflosen Drehbuch und den gestelzten Dialogen krankt und nicht zu überzeugen vermag.“
In dem Buch Die ideale Frau Ruth Leuwerik und das Kino der fünfziger Jahre von Peter Mänz und Nils Warnecke wird dieser Film der Leuwerik als „Flop“ bezeichnet.